# یخچال طبیعی تسانری
یخچال طبیعی تسانری (به لاتین: Tsaneri Glacier) یک یخچال طبیعی در گرجستان است که در سوانتی واقع شده‌است.

## وسعت
در قرن نوزدهم، یخچال تسانری دومین یخچال بزرگ گرجستان بعد از یخچال طبیعی تویبری بود. بر طبق نقشه‌های توپوگرافی ۱۸۸۷، سطح این یخچال طبیعی دراتصال با یخچال نجبا حدود ۴۸/۹ کیلومتر مربع بوده است.